# Liu Yan (buntownik)
Liu Yan chiń. 劉縯, (imię publiczne Bosheng, chiń. 伯升) (? - zm. lipiec 23 n.e.) - przywódca buntu przeciwko Wang Mangowi, starszy brat cesarza Guangwu.
Liu Yan był potomkiem w szóstym pokoleniu cesarza Jinga, zaś jego rodzina należała do szlachty komanderii Nanyang (dzis. południowy Henan). Jego ojciec piastował dosyć niskie stanowisko w magistracie powiatu (xian zhang), matka zaś pochodziła z bogatego klanu miejscowych właścicieli ziemskich. Miał on trzy siostry i dwóch młodszych braci, Zhonga i Xiu. To właśnie Xiu miał w przyszłości zostać cesarzem Guangwu (25 - 57). Latem roku 22 na teren komanderii Nanyang wkroczyła jedna z wielu grasujących na terenie Chin od momentu wybuchu powstania Czerwonych Brwi chłopskich armii, zwana Armią Xinshi. W odpowiedzi miejscowi chłopi uformowali własną bandę, nazwaną Armią Pinglin. 
Miejscowa szlachta obawiała się o swój los w obliczu chłopskiego powstania, jednocześnie jednak jasne było, że jeżeli miejscowym członkom rodu cesarskiego uda się stanąć na jego czele, mogą nie tylko ocalić swoje życie i majątek, ale nawet zdobyć cesarstwo. Liu Yan wysunął się na czoło wzbierającej rebelii i porozumiał się z wpływowym klanem Li, który poddany tej samej presji również planował bunt, teraz zaś zgodził się zapomnieć o dawnej rywalizacji. Przyłączyły się także inne klany, ale wiele wolało poczekać na rozwój wydarzeń. Powstanie wybuchło w kilku miejscach w październiku 22 roku i Liu Yan wkrótce wynegocjował przyłączenie się do niego Armii Xinshi i Pinglin. Maszerując na północ poprzez komanderię powstańcy początkowo odnieśli sukces, ale potem lokalne siły Wang Manga (9 - 23) zadały im katastrofalną klęskę pod miejscowością Xiaochangan. Liu Yan stracił w tej bitwie brata Zhonga, siostrę i kilku innych bliskich krewnych. Dotychczas raczej biernie obserwujący bieg wydarzeń lokalni urzędnicy uznali że powstanie jest stłumione i zaczęli poszukiwać i skazywać na śmierć krewnych powstańców.
W tym momencie jednak Liu Yanowi udało się zdobyć poparcie kolejnej chłopskiej siły, Armii znad Dolnej Jangcy, której oddziały z naddatkiem wyrównały straty poniesione przez rebeliantów. Na czele zreorganizowanej armii w styczniu albo lutym 23 roku powstańcy pokonali oddziały Wang Manga i zabili dwóch ich dowódców. Wkrótce potem odnieśli zwycięstwo nad kolejną armią przeciwnika. Większość komanderii Nanyang znalazła się teraz pod kontrolą rebeliantów i rozpoczęli oni oblężenie jej stolicy, miasta Wan (dzis. Nanyang). Pojawienie się nowych chłopskich sojuszników sprawiło nie tylko, że armia powstańców powiększyła się, ale także iż większość jej przywódców składała się teraz nie ze związanej z Liu Yanem arystokracji z Nanyang, ale chłopskich wodzów. Zdawali oni sobie sprawę, że nadszedł teraz dogodny moment do zalegalizowania rebelii poprzez ogłoszenie jej przywódcy cesarzem, a obawiali się, prawdopodobnie nie bezzasadnie, iż kiedy to się stanie utracą oni swoje wpływy na rzecz arystokracji z Nanyang. Postanowili uprzedzić zatem bieg wydarzeń i 11 marca 23 roku ogłosili cesarzem członka rodu cesarskiego należącego do ich oddziałów, kuzyna Liu Yana Liu Xuana (23 - 25). Przyjął on tytuł Gengshi (Nowy Początek).
Liu Yan musiał pogodzić się z takim biegiem sytuacji, ponieważ zaś nie można było go kompletnie zignorować, w nowym rządzie został ministrem finansów. Ruch zaczął konsolidować się wokół nowego cesarza i Liu Yana opuściło większość jego zwolenników, nie wyłączając arystokracji z Nanyang. Wang Mang wysłał na odsiecz miastu Wan wielką armię, która w początkowych starciach pokonała siły buntowników, jednak 7 lipca 23 roku poniosła klęskę w wielkiej bitwie pod Kunyangiem. Zwycięstwo w tej decydującej bitwie Genshidi zawdzięczał przede wszystkim militarnym zdolnościom Liu Xiu. Gengshidi uważał jednak jego starszego brata za zagrożenie dla swojej władzy i niedługo potem Liu Yana pod fałszywymi zarzutami skazano na karę śmierci.